# Scole
Pour l’article homonyme, voir Le Scole.
Scole est un village situé sur la limite entre le Norfolk et le Suffolk, en Angleterre. Il est situé à 30 km au Sud de Norwich, le long de Pye Road, une ancienne voie romaine menant à Venta Icenorum.